# 트렌턴 듀케이티

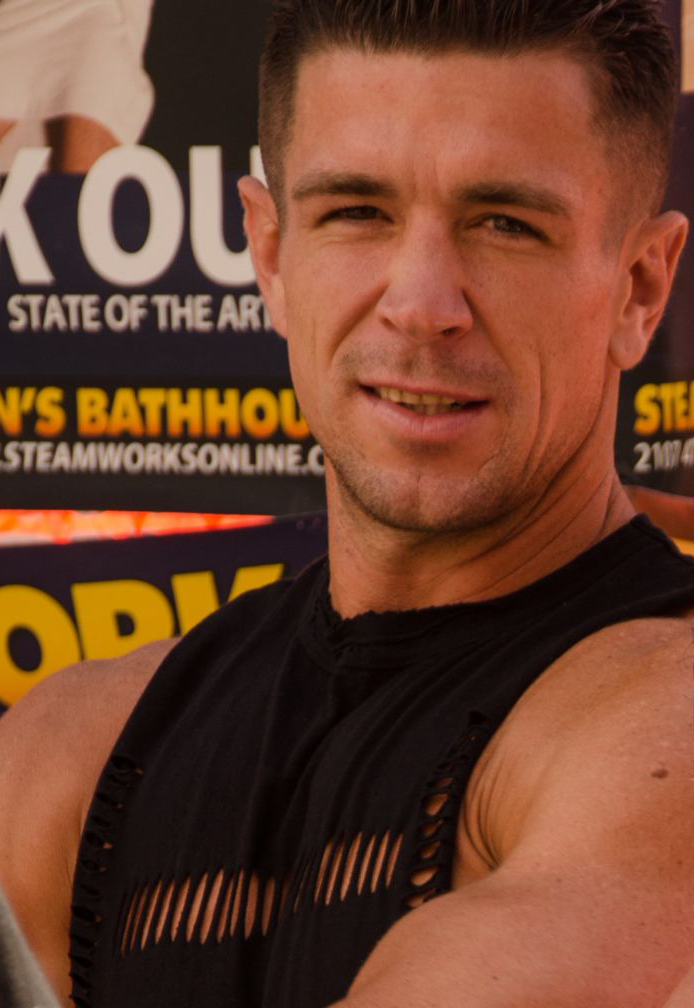

트렌턴 듀케이티(Trenton Ducati, 1977년 8월 10일 ~ )는 미국의 포르노 배우이다.